# Summersville (Missouri)
Summersville è un comune degli Stati Uniti d'America, situato nello Stato del Missouri, diviso tra la contea di Texas e la contea di Shannon.